# Acryptolaria flabelloides
Acryptolaria flabelloides is een hydroïdpoliep uit de familie Lafoeidae. De poliep komt uit het geslacht Acryptolaria. Acryptolaria flabelloides werd in 2010 voor het eerst wetenschappelijk beschreven door Peña Cantero & Vervoort. 